# Bryonia
Bryonia es un género  de plantas trepadoras perennes con zarcillos, de la familia de las Cucurbitáceas. De hojas palmadas y lobuladas. Las flores nacen arracimadas en las axilas de los tallos. Los frutos son bayas lisas y globulares.
Algunas de las especies tienen uso medicinal, aunque todas son tóxicas debido a las sustancias irritantes que contienen. 
De la especie inglesa bryonia alba existen ocho variedades establecidas en Europa.

## Toxicidad
Todos los órganos aéreos de las especies del género Bryonia contienen sustancias cuyo consumo puede provocar problemas en la salud humana según el compendio publicado por la Autoridad Europea de Seguridad Alimentaria en 2012. En concreto se ha detectado la presencia de sustancias derivadas de triterpenos tetracíclicos oxigenados tales como la cucurbitacina.

## Taxonomía
El género fue descrito por Carlos Linneo y publicado en Species Plantarum 2: 1012. 1753.

## Especies aceptadas
A continuación se brinda un listado de las especies del género Bryonia aceptadas hasta noviembre de 2014, ordenadas alfabéticamente. Para cada una se indica el nombre binomial seguido del autor, abreviado según las convenciones y usos.	
- Bryonia alba L.
- Bryonia aspera Steven ex Ledeb.
- Bryonia dioica Jacq.
- Bryonia lappifolia Vassilcz.
- Bryonia melanocarpa Nabiev
- Bryonia monocarpa Aitch. & Hemsl.

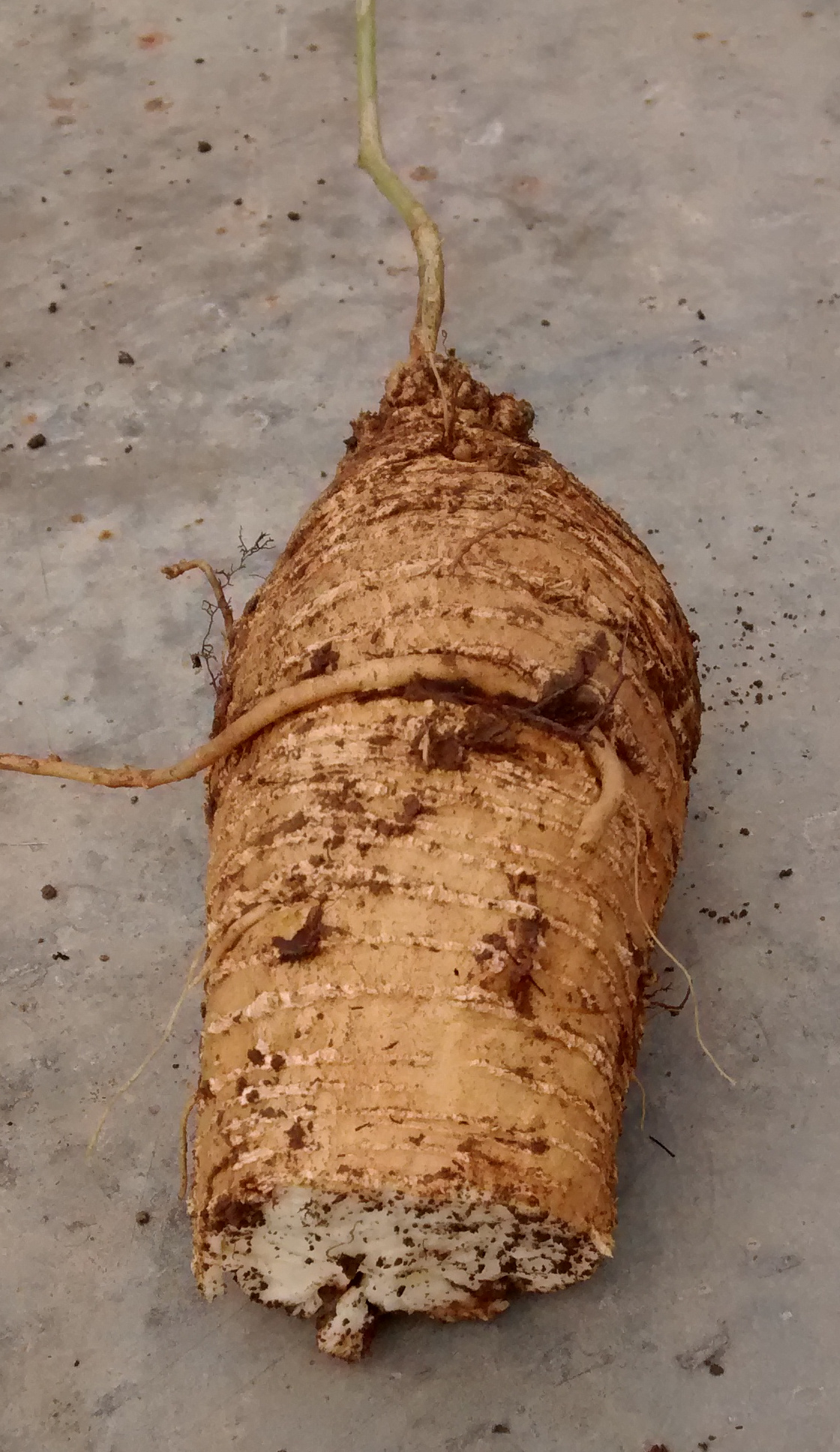
Raíz del bryonia

- Bryonia multiflora Boiss. & Heldr.
- Bryonia syriaca Boiss.
- Bryonia verrucosa Aiton)